# NWNGR – Gowrie
Die Gowrie war eine Dampflokomotive der North Wales Narrow Gauge Railways (NWNGR) für eine Spurweite von 597 mm. Sie wurde 1908 mit der Werknummer 979 von Hunslet gebaut.
Die Gowrie war die letzte für die NWNGR gebaute Lokomotive und war für die geplante Erweiterung der Strecke von Rhyd Ddu nach Porthmadog vorgesehen, bei der einige sehr enge Kurven notwendig waren. Aus diesem Grund wurde die schon bei den Dampflokomotiven Moel Tryfan und Snowdon Ranger angewandte Bauform der Single Fairlie gewählt, bei der die Kuppelachsen in einem Drehgestell angeordnet und damit gegenüber dem Kessel beweglich waren.
Die Streckenerweiterung kam jedoch nicht zustande – sie erfolgte erst 1923 durch die Welsh Highland Railway – und die Gowrie war nicht sehr erfolgreich. Nachdem die jeweils besser erhaltenen Teile von Moel Tryfan und Snowdon Ranger zu einer Lokomotive vereinigt worden waren, wurde die erst zehn Jahre alte Gowrie 1918 verkauft. Die Maschine war noch bis mindestens 1928 bei verschiedenen Eigentümern im Einsatz; anschließend verliert sich die Spur des Fahrzeugs.
Nach der Eröffnung der WHR im Jahr 1923 gab es bei der Bahn einen Lokomotivmangel, und kurzzeitig wurde der Rückkauf der Gowrie erwogen. Der Plan wurde jedoch nach einer Inspektion der Lokomotive verworfen.